# Атояк-де-Альварес (муниципалитет)
Атояк-де-Альварес (исп. Atoyac de Álvarez) — муниципалитет в Мексике, штат Герреро, с административным центром в одноимённом городе. Численность населения, по данным переписи 2010 года, составила 61 316 человек.

## Общие сведения
Название Atoyac с языка науатль можно перевести как: где течёт река и Альварес в честь президента Мексики Хуана Альвареса.
Площадь муниципалитета равна 1449 км², что составляет 2,28 % от площади штата. Он граничит с другими муниципалитетами Герреро: на севере с Сан-Мигель-Тотолапаном, на северо-востоке с Хенераль-Элиодоро-Кастильо, на востоке с Коюка-де-Бенитесом, на юге с Бенито-Хуаресом, и на западе с Текпан-де-Галеаной.

## Учреждение и состав
Муниципалитет был образован в 1864 году, в его состав входят 180 населённых пунктов, самые крупные из которых:
| Код INEGI | Населённый пункт                                                    | Численность населения (2005 год) | Численность населения (2010 год) |
| 011       | Всего                                                               | 58 452                           | 61 316                           |
| 0001      | Атояк-де-Альварес (исп. Atoyac de Álvarez) (административный центр) | 20 788                           | 21 407                           |
| 0043      | Эль-Параисо (исп. El Paraíso)                                       | 4105                             | 3656                             |
| 0071      | Эль-Тикуи (исп. El Ticui)                                           | 3269                             | 3389                             |
| 0076      | Сакуальпан (исп. Zacualpan)                                         | 2389                             | 2488                             |
| 0010      | Какалутла (исп. Cacalutla)                                          | 1999                             | 2010                             |
| 0022      | Корраль-Фальсо (исп. Corral Falso)                                  | 1270                             | 1322                             |
| 0004      | Альчолоа (исп. Alcholoa)                                            | 998                              | 1081                             |
| 0075      | Ла-И-Гриега (исп. La Y Griega)                                      | 1110                             | 924                              |

## Экономическая деятельность
По статистическим данным 2000 года, работоспособное население занято по секторам экономики в следующих пропорциях: сельское хозяйство, скотоводство и рыбная ловля — 47,4 %, промышленность и строительство — 11,7 %, сфера обслуживания и туризма — 39,5 %.

## Инфраструктура
По статистическим данным 2010 года, инфраструктура развита следующим образом:
- электрификация: 96,2 %;
- водоснабжение: 84,2 %;
- водоотведение: 83,2 %.

## Туризм
Основные достопримечательности:
- монументы и памятники различным национальным героям: Ласаро Карденасу, Висенте Герреро, Бенито Хуаресу, Эмилиано Сапате, Мигелю Идальго, Лусио Кабаньясу и др.
- церковь Святой Марии Успенской;
- наскальные рисунки ацтеков неподалёку от Эль-Тикуи;